# Thomas James Churchill

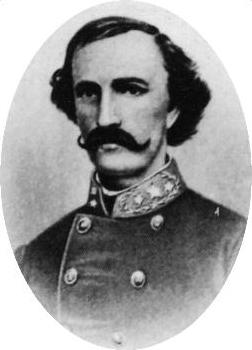
Thomas James Churchill

Thomas James Churchill (* 10. März 1824 bei Louisville, Kentucky; † 14. Mai 1905 in Little Rock, Arkansas) war ein US-amerikanischer Politiker und Generalmajor im konföderierten Heer.

## Frühe Jahre
Churchill wurde bei Louisville in Kentucky geboren. Er besuchte das St. Mary's College und studierte anschließend Jura an der Transylvania University. Im Mexikanisch-Amerikanischen Krieg diente er im Range eines Leutnants in einem Regiment der Mounted Infantry. Er wurde von den Mexikanern gefangen genommen und bis Kriegsende inhaftiert. Nach seiner Freilassung zog er nach Little Rock und heiratete wenig später die Tochter von Senator Ambrose Sevier und bewirtschaftete eine Plantage.

## Bürgerkriegsaktivitäten
Bei Ausbruch des Bürgerkriegs trat Churchill in das konföderierte Heer ein und wurde zum Kommandeur der First Arkansas Mounted Rifles (Berittene Schützen) ernannt. In ersten Kampfhandlungen wurde er am 10. August 1861 bei der Schlacht an Wilsons Creek in Missouri verwickelt. Nach der Schlacht von Pea Ridge wurde er im März 1862 zum Brigadegeneral befördert und nahm wenig später an der konföderierte „Heartland“ Offensive von General Kirby Smith teil und spielte eine wichtige Rolle beim Sieg von Richmond, Kentucky. Im Herbst 1862 wurde Churchill nach Arkansas Post beordert, um diesen wichtigen Punkt zu sichern, und ließ dort das nach Thomas Carmichael Hindman benannte Fort Hindman errichten. Im Januar 1863 wurde das Fort von übermächtigen Unionstruppen unter Generalmajor John McClernand angegriffen und eingenommen. Nach seiner Freilassung im Rahmen eines Gefangenenaustauschs wurde Churchill wieder in den Wehrbereich Trans-Mississippi abkommandiert und erneut Kirby Smith unterstellt. Er erhielt das Kommando über eine Infanteriedivision. Mit dieser nahm er am Red-River-Feldzug und an der Schlacht bei Jenkins' Ferry teil. Kurz vor Kriegsende 1865 wurde er zum Generalmajor befördert.

## Gouverneur von Arkansas
Nach dem Krieg war Churchill von 1874 bis 1880 Finanzminister von Arkansas. Am 6. September 1880 wurde er als Kandidat der Demokratischen Partei zum neuen Gouverneur von Arkansas gewählt. Am 11. Januar 1881 konnte er sein neues Amt antreten. In seiner zweijährigen Amtszeit wurden neue Gesetze auf dem Gebiet des Gesundheitswesens erlassen und ein Gesundheitsausschuss ins Leben gerufen (State board of health). Außerdem erhielt die Arkansas Industrial University eine medizinische Fakultät. Es wurden Gelder für ein Heim für geistig Behinderte und für den Bau einer neuen Schule in Pine Bluff zur Verfügung gestellt. Schon bald gab es Gerüchte und Anschuldigungen, Churchill habe in seiner Zeit als Finanzminister von Arkansas Geld unterschlagen. Das Staatsparlament setzte einen Untersuchungsausschuss ein, der die Vorwürfe bestätigte. Churchill wurde zur Rückzahlung der fehlenden Gelder verurteilt. Die Summe belief sich nach dem zweiten Untersuchungsbericht auf über 233.000 Dollar, wovon Churchill etwa 23.000 zurückzahlte. Offiziell hat er sich aber nicht schuldig erklärt. Die letzten Monate seiner Amtszeit waren von diesem Fall überschattet.

## Weiterer Lebenslauf
Nach dem Ende seiner Amtszeit am 9. Januar 1883 zog sich Churchill aus dem öffentlichen Leben zurück. Er starb im März 1905 in Little Rock und wurde dort mit militärischen Ehren begraben.